# Paul Senge

Paul Senge

Heinrich Albert Paul Senge (* 15. April 1890 in Hagenau; † 8. September 1913 Elsen, Grevenbroich) war ein Flugpionier.

## Leben

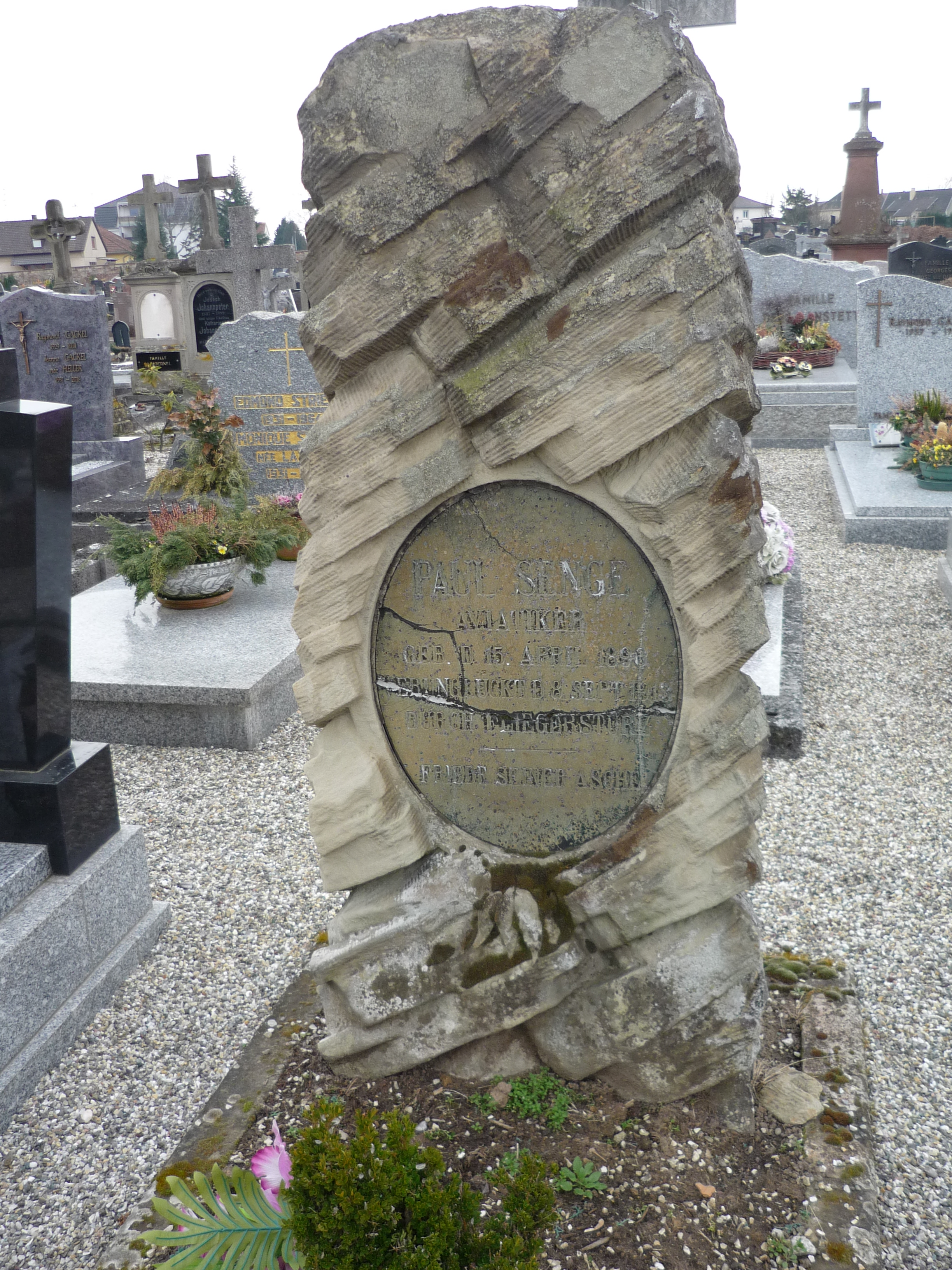
Paul Senge Grab im Sankt Georg Friedhof (Hagenau).

Senge wurde 1890 in der Stadt Hagenau als Sohn von Franz Senge und dessen Ehefrau Anna Elise Senge geborenen Gleissberg geboren. Senge wuchs in Karlsruhe auf und absolvierte eine Ausbildung zum Schuhmacher in Darmstadt. Dort konnte er die Flugversuche August Eulers beobachten. Nach Abschluss seiner Ausbildung wieder in Karlsruhe ansässig, versuchte er sich 1910 dort am Bau eines eigenen Flugapparats. Seine ersten Flugversuche unternahm Senge am Karlsruher Exerzierplatz (dem späteren Flugplatz an der Erzbergerstraße im Norden Karlsruhes), vorher stellte er seinen „Flugapparat“ im Gasthaus „Kühler Krug“ aus. Mit einem zweiten Flugapparat setzte er im Herbst 1910 seine Flugversuche fort.
Im Sommer 1911 gelang ihm der erste Flug um den Exerzierplatz, den er in geringer Höhe umflog. Anschließend verlegte er seine Flugversuche auf den Forchheimer Exerzierplatz, wo er mit seinem Pforzheimer Freund Eugen Lamprecht, der in Pforzheim eine eigene Maschine gebaut hatte, eine neue, gemeinsame Maschine baute. Mit dieser konnte er eine Flughöhe von 100 Metern erreichen und eine geschlossene Acht fliegen. Am 6. September 1911 stürzte er mit seinem Flugzeug in Forchheim ab. Nach seiner Genesung übersiedelte er nach Mannheim.

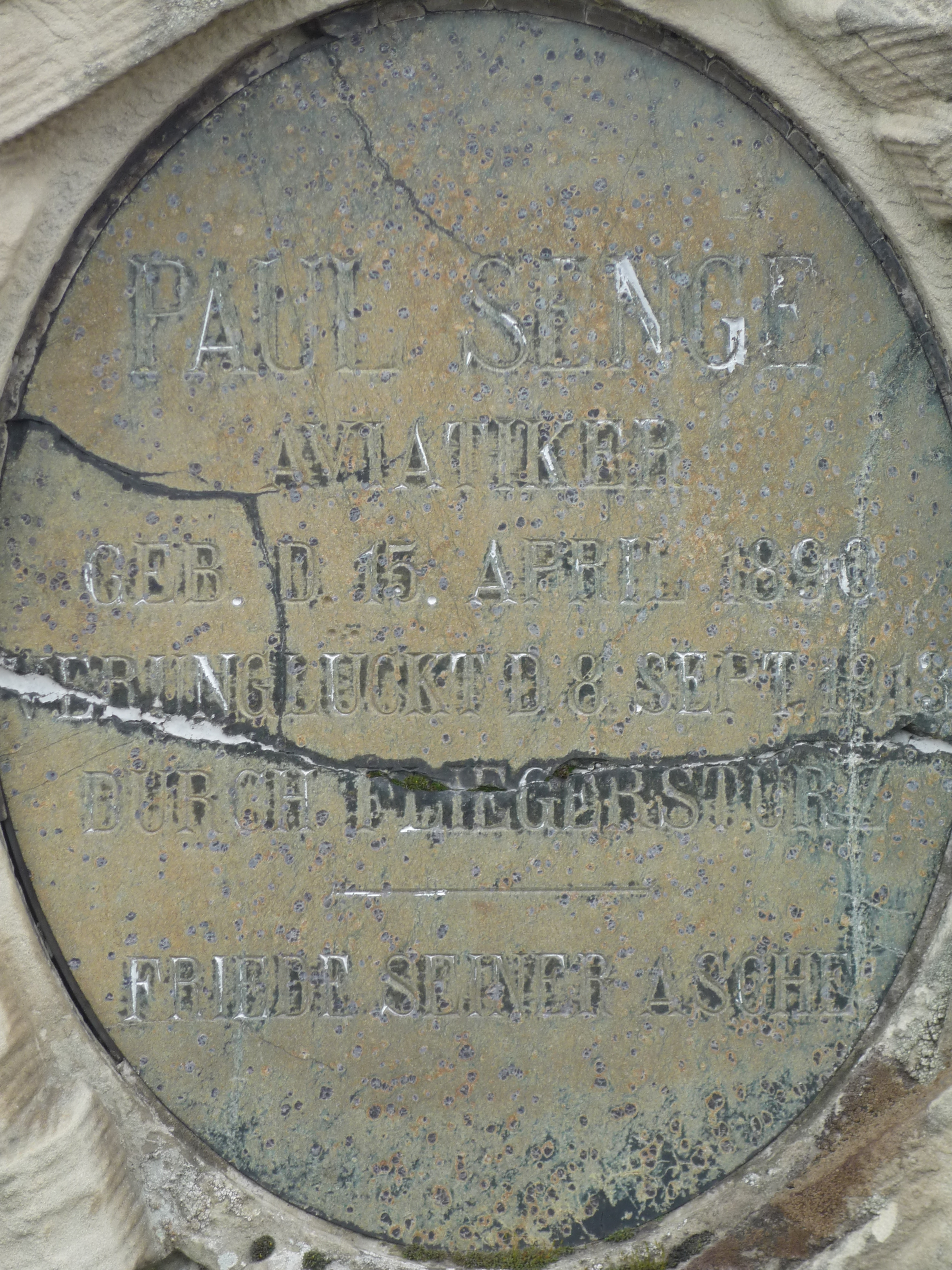
Paul Senge Grab im Sankt Georg Friedhof (Hagenau).

Ab Frühjahr 1912 war er als Pilot für den Flugpionier Hugo Hübner in Mannheim tätig. Im Mai 1912 machte Paul Senge hier sein Fliegerexamen auf dem Eindecker von Dr. Hübner und erhielt das Flugzeugführerpatent mit der Nr. 214. In der Folgezeit nahm er mit mehreren von Hübner entworfenen Maschinen bei verschiedenen Flugschauen teil. So startete er Ende Juni 1912 bei einem Flugtag in Pforzheim, wo er bei einer missglückten Notlandung abstürzte, aber nur leichte Verletzungen davontrug. Nachdem Hübner den Flugzeugbau im Winter 1912/13 aufgegeben hatte, testete Senge dann im Laufe des Jahres 1913 in Mannheim die Entwürfe von Hans-Martin Pippart und Heinrich Noll. Schließlich wurde er im Sommer 1913 von den Aristoplanwerken (Wanne-Eickel) als Testflieger eingestellt. Am 8. September 1913 stürzte er infolge eines Holmbruches beim Versuch, am Gut St. Leonhard bei Elsen ab. Paul Senge stürzte etwa zehn Meter vor dem Aufprall aus dem Flugzeug. Ein herbeigerufener Grevenbroicher Arzt diagnostizierte einen Bruch von Schädel und Kiefer, außerdem hatte sich Senge mehrere Arm- und Rippenbrüche sowie einen Riss in der Lunge zugezogen, an dem er am Folgetag verstarb. Es war angeblich sein erster größerer Überlandflug, dieser sollte ihn von Wanne nach Viersen führen. Am 13. September wurde er in seiner Geburtsstadt Hagenau beigesetzt.

## Ehrung

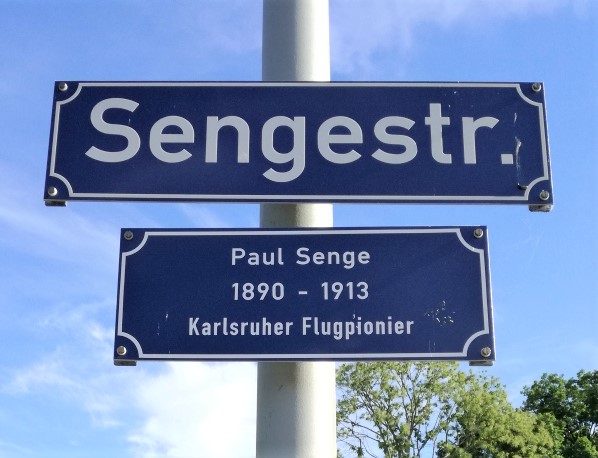
Schilder der Sengestraße in Karlsruhe

In der Karlsruher Nordweststadt, nahe dem Alten Flugplatz, ist die Sengestraße nach Paul Senge benannt.